# Józef Jakubowski (Mediziner)
Józef Jakubowski (geboren 25. November 1796 in Pińczów, Russisch Polen; gestorben 16. März 1866 in Krakau, Galizien) war ein Arzt und galizischer Politiker im Kaiserreich Österreich.

## Leben
Józef Jakubowski war Sohn des jüdischen Arztes Maciej Leon Jakubowski, der 1825 verstarb. Er besuchte die Gymnasien in Pińczów und ab 1811 das Gymnasium St. Anna in Krakau, wo er von 1814 bis 1821 neben philosophischen Studien sein Studium der Medizin an der Universität Krakau absolvierte und dort mit der Promotion zum Dr. med. beendete. Als Mediziner wirkte er in Krakau ab 1823 als Stadtarzt und Arzt am Heiliggeist-Spital, 1829 als Professor für Chirurgie und Geburtshilfe, ab 1831 als Professor für Pathologie und allgemeine Therapie an der Jagiellonen-Universität. Er wurde 1833 Protomedikus (Oberster Amtsarzt oder Physikus) von Krakau und trat 1855 in den Ruhestand. Der Kinderarzt Maciej Jakubowski war sein Neffe.
Jakubowski konvertierte vor 1848 zum Katholizismus. Er war ab 1824 korrespondierendes Mitglied und ab 1848 wirkliches Mitglied der Krakauer Wissenschaftlichen Gesellschaft (Towarzystwo Naukowe Krakowskie).

## Politik
Im Österreichischen Reichstag vertrat er das Krakauer Gebiet (Galizien) für den 2. Wahlbezirk Stadt Krakau vom 10. Juli 1848 bis zum 8. Januar 1849. Er legte sein Abgeordnetenmandat nieder, weil er meinte, das Vertrauen seiner Wähler verloren zu haben. Als Abgeordneter folgte ihm der Oberrabbiner von Krakau Dow Ber Meisels nach.